# Il delitto di Lord Arthur Savile
Il delitto di Lord Arthur Savile (Lord Arthur Savile's Crime) è un racconto di Oscar Wilde del 1887. Il sottotitolo è A Study of Duty ("Uno studio sul dovere").

## Trama
Il racconto narra di Savile a cui, in seguito a un ricevimento offerto da Lady Windermere dove ad alcuni ospiti viene letto il futuro, un chiromante predice a Lord Arthur una minaccia imminente: egli stesso sarà l'artefice di un omicidio.
Egli, prossimo alle nozze, crede fermamente nella predizione del chiromante e per evitare di coinvolgere la futura moglie Sybil nelle conseguenze del delitto, decide di posticipare il matrimonio e procedere speditamente alla sua realizzazione. Stila quindi una lista di amici e parenti e individua la vittima predestinata in una sua zia, Lady Clementina - una cara signora con la quale ha sempre avuto un rapporto ottimo. Non intende infatti né «soddisfare un risentimento o un'antipatia personale», né trarre dal delitto «alcun volgare vantaggio economico».
Si rivolge quindi a un farmacista, cui chiede una forte dose di veleno con la scusa di dover sopprimere un grosso mastino senza che soffra. Porta quindi la pasticca, confezionata in una graziosa bomboniera all'anziana signora e la invita a prendere il medicinale dopo uno dei suoi frequenti episodi di mal di stomaco. Fatto ciò, lascia l'Inghilterra per trascorrere qualche giorno a Venezia, in attesa dell'evento. Raggiunto dalla notizia che Lady Clementina è morta, ritorna rapidamente a Londra e fissa la data delle nozze, ma, avendo ricevuto molti effetti personali della Lady in eredità, si reca nella sua abitazione dove trova fortuitamente la pasticca ancora intatta.
Lady Clementina è deceduta quindi di morte naturale e Lord Arthur deve trovare una nuova vittima. Decide quindi di uccidere un suo zio, decano di Chichester. Si rivolge quindi a un dinamitardo perché gli confezioni un orologio esplosivo che invia anonimamente in dono allo zio. Il dispositivo però fa cilecca e procura un divertimento generale nella famiglia del curato con le sue ripetute esplosioni di scarsa entità.
Amareggiato, una notte Lord Arthur vaga per Londra quando incontra il chiromante sulle rive del Tamigi e, colto da improvvisa illuminazione, lo getta nel fiume, dove l'uomo annega. Adempiuto quindi al compito che il fato gli avrebbe riservato, Lord Arthur è libero di sposarsi e proseguire serenamente con la propria vita.

## Temi trattati
Il protagonista risulta molto pratico nell'affrontare i problemi che si ritrova, non si fa remore di infrangere la morale, il destino contro la volontà che non trova resistenza; è questo forse riconducibile al Fato greco - di quella Grecia che Wilde idealizza come epoca felice e quasi perfetta -, superiore persino agli dèi, e, quindi, anche alla mera morale degli uomini. Tema questo, della moralità tradita, che si evolverà poi negli anni, e, da un'inevitabile e imposta scelta "fatale", arriverà a essere una consapevole volontà del protagonista, e per questo buona solo a portare la rovina - tutto questo, ovviamente, ne Il ritratto di Dorian Gray.